# Вице-президент Южного Судана
Вице-президент Южного Судана (англ. Vice President of South Sudan) — вторая по значимости политическая должность в Южном Судане. Кроме того, в августе 2015 года была создана временная должность под названием первый вице-президент.

## Вице-президенты (2005—2020)
В списке представлены вице-президенты Автономного региона Южного Судана (2005—2011, автономный регион Судана) и вице-президенты Республики Южный Судан (с 2011 по настоящее время, независимое государство).

### Вице-президенты Автономного региона Южного Судана (2005—2011)
| Имя             | Фото     | Срок полномочий | Срок полномочий | Политическая партия | Президент       | Президент |
| --------------- | -------- | --------------- | --------------- | ------------------- | --------------- | --------- |
| Сальваторе Киир |          | 9 июля 2005     | 30 июля 2005    | НАОС                | Джон Гаранг     |           |
| Вакантно        | Вакантно | 30 июля 2005    | 11 августа 2005 |                     | Сальваторе Киир |           |
| Риек Мачар      |          | 11 августа 2005 | 9 июля 2011     | НАОС                | Сальваторе Киир |           |

### Вице-президенты Южного Судана (2011—2020)
| Имя         | Фото     | Срок полномочий | Срок полномочий | Политическая партия | Президент       | Президент |
| ----------- | -------- | --------------- | --------------- | ------------------- | --------------- | --------- |
| Риек Мачар  |          | 9 июля 2011     | 23 июля 2013    | НАОС                | Сальваторе Киир |           |
| Вакантно    | Вакантно | 23 июля 2013    | 25 августа 2013 |                     | Сальваторе Киир |           |
| Джеймс Вани |          | 25 августа 2013 | 21 февраля 2020 | НАОС                | Сальваторе Киир |           |

### Первый вице-президент Южного Судана (2016—2020)
После подписания Соглашения об урегулировании конфликта в Республике Южный Судан в августе 2015 года была учреждена новая должность «первого вице-президента» наряду с ранее существовавшими должностями президента и вице-президента. В отличие от должностей президента и вице-президента, которые являются постоянными по конституции, должность первого вице-президента прекратит свое существование после окончания переходного периода, если иное не будет принято в новой версии конституции.
| Имя            | Фото | Срок полномочий | Срок полномочий | Политическая партия              | Президент       | Президент |
| -------------- | ---- | --------------- | --------------- | -------------------------------- | --------------- | --------- |
| Риек Мачар     |      | 26 апреля 2016  | 26 июля 2016    | НАОС в оппозиции                 | Сальваторе Киир |           |
| Табан Денг Гай |      | 26 июля 2016    | 21 февраля 2020 | НАОС в оппозиции (фракция Джубы) | Сальваторе Киир |           |

## Вице-президенты в объединённом правительстве (с 2020 года)
Правительство Южного Судана было сформировано в феврале 2020 года и включает в себя пять вице-президентов.
| Позиция   | Имя                        | Фото | Время в должности | Время в должности | Политическая партия              | Президент       |
| --------- | -------------------------- | ---- | ----------------- | ----------------- | -------------------------------- | --------------- |
| Первый    | Риек Мачар                 |      | 21 февраля 2020   | В должности       | НАОС в оппозиции                 | Сальваторе Киир |
| Второй    | Джеймс Вани                |      | 21 февраля 2020   | В должности       | НАОС                             | Сальваторе Киир |
| Третий    | Табан Денг Гай             |      | 21 февраля 2020   | В должности       | НАОС в оппозиции (фракция Джубы) | Сальваторе Киир |
| Четвертый | Ребекка Ньянденг де Мабиор |      | 21 февраля 2020   | В должности       |                                  | Сальваторе Киир |
| Пятый     | Хусейн Абдельбаги          |      | 21 февраля 2020   | В должности       | Южносуданский оппозиционный союз | Сальваторе Киир |